# 2-Этилгексаноат олова(II)
2-Этилгексаноат олова(II) —  неорганическое соединение,
соль олова и 2-этилгексановой кислоты
с формулой Sn(C4H9CH(C2H5)COO)2,
светло-жёлтая жидкость,
не растворяется в воде.

## Получение
- Реакция оксида олова(II) и 2-этилгексановой кислоты:

{\displaystyle {\mathsf {SnO+2C_{7}H_{15}COOH\ {\xrightarrow {}}\ Sn(C_{7}H_{15}COO)_{2}+H_{2}O}}}

## Физические свойства
2-Этилгексаноат олова(II) образует светло-жёлтую жидкость.
Не растворяется в воде и метаноле,
растворяется в бензоле, толуоле, петролейном эфире.

## Применение
- Используется как вулканизирующий агент, например для хлоропреновых каучуков.
- Стабилизатор полимеров, трансформаторных масел и смазок.